# Bencomia caudata

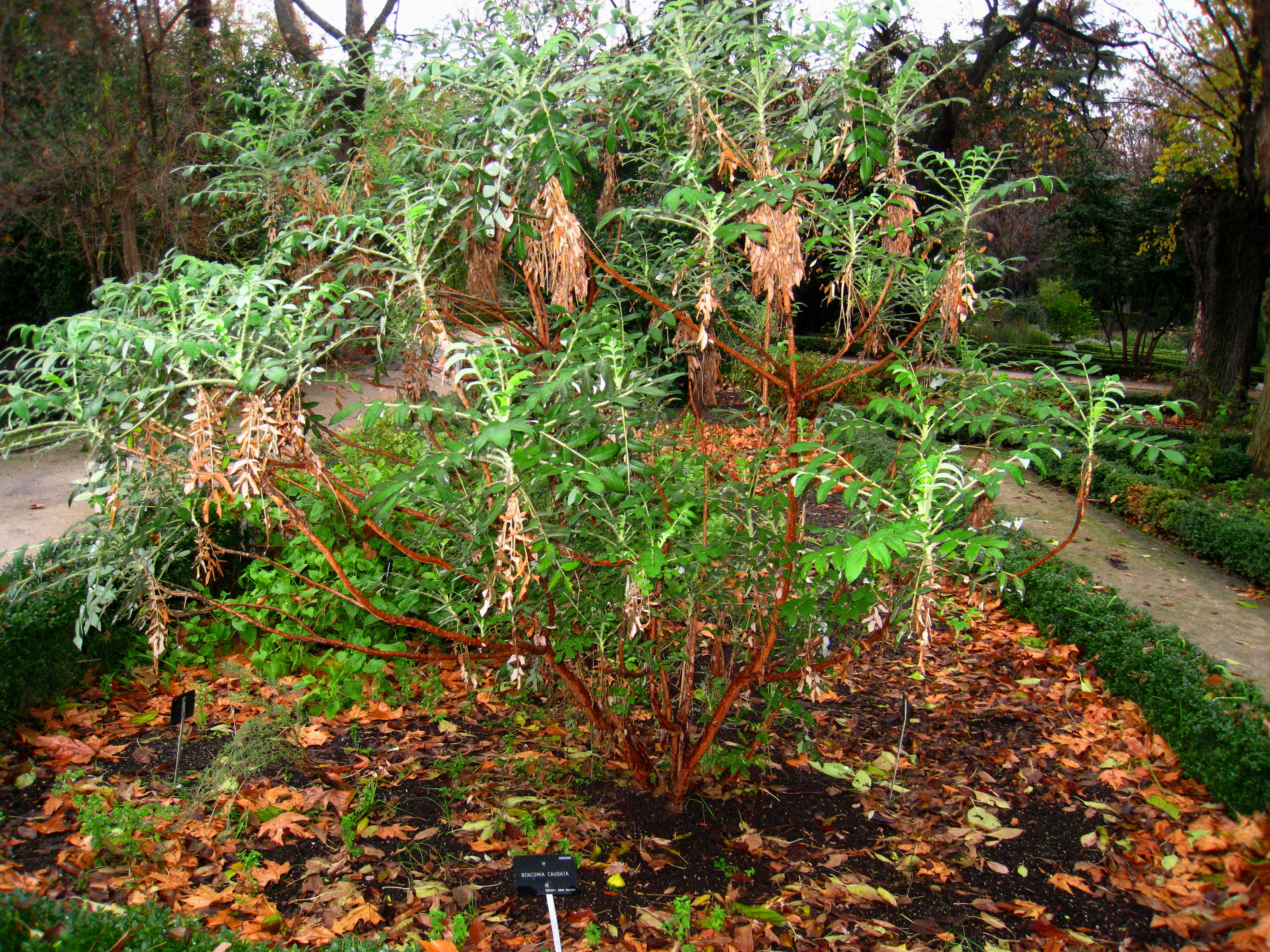
Vista de la planta

Bencomia caudata és una espècie de planta de la família de les Rosàcies, la qual pot ser trobada generalment als cingles de bosc i a la regió nord de Tenerife i Gran Canària, entre els 600 i els 1500 m d'altitud.
És un arbust petit que pot arribar a mesurar fins a 2 m d'alçada. Posseeix fulles amb de 7 a 11 folíols ovats, dentats i són curtament peciolades, pinnades. La seva inflorescència és en forma d'espiga i són totes masculines, femenines o plantes dioiques, generalment senzilles. Els fruits són piriformes, subglobosos i d'uns 4-5 mm d'ample.